# わたしあうもの
「わたしあうもの」は、Loveの3枚目のシングル。2010年3月10日に発売。発売元はソニー・ミュージックアソシエイテッドレコーズ。

## 概要
初回盤にDVDが付属している。
表題曲「わたしあうもの」は、東海テレビ『インディゴの夜』の主題歌に起用された。

## 収録曲

### 初回盤
1. わたしあうもの
(作詞：usewax & MONCH / 作曲：usewax, MONCH, RYLL & couco / 編曲：RYLL)
2. I wish you
(作詞：Love / 作曲：Hiroo Yamaguchi / 編曲：h-wonder)
3. ずっと...
(作詞・作曲・編曲：Tatsuro Mashiko)
4. Love“Pure” Mix〜Single Collection〜  (Mixed by DJ和)
5. わたしあうもの (Instrumental)
6. I wish you  (Instrumental)
7. ずっと... (Instrumental)

### 通常盤
1. わたしあうもの
2. Love“Pure” Mix〜Single Collection〜  (Mixed by DJ和)
3. わたしあうもの (Instrumental)